# Битката при Червено пасище
Тази война е описана в книгата на Джордж Мартин Заклетият меч.
През 195 г. дълго сдържаната династична криза експлодирала в гражданска война. Крал Егон IV Таргариен провъзгласил на смъртното си ложе всички от копелетата си за законни. Неговите благородни копелета били наречени „Великите копелета“ и най-забележителен от тях бил Деймън Блекфайър, велик воин, държащ в себе си мечът на Таргариените Блекфайър. След като крал Даерон II Таргариен си присвоил трона през 184 г., дворът му придобил дорнски вкус под влиянието на жена му Мирия Мартел. Някои от двора възразили за смяната. Известни слухове по това време гласяли, че съпругата и сестра на крал Егон IV Нерис споделяла своите чувства с другия си брат Емон Драконовия рицар, което довеждало до възможността Дареон II да не е син на Егон IV.
След повече от десетилетие растящо напрежение изригнала открита война. Деймън Блекфайър събрал доста голяма армия срещу Даерон и към него се присъединил неговият полубрат Егор „Ожесточената стомана“ Реките, един от „Великите копелета“. Бриндън „Кървавия гарван“ Реките, друг от „Великите копелета“ останал верен на краля. Тежка битка изригнала през следващата година, като най-засегнати били речните земи. Накрая при битката на Червеното пасище през 196 г. Ожесточената стомана и Блекфайър повели силна войска срещу кралската армия, командвана от принц Мекар и лорд Хейфорд, Ръката на краля. Битката била много трудна и в нея загинал лорд Хейфорд. По време на битката Блекфайър се срещнал лице в лице със сир Гуейн Корбрей, поддържец на валирианския стрък лейди Форлърн. Казват, че техният дуел продължил близо час преди Блекфайър да вдигне победоносно ръката си. По това време втора кралска армия приближавала от юг, водена от принц Белор. Може би още по-критично било това, че Кървавия гарван и стрелците му, наименовали се „Зъбите на гарвана“ пленили и застанали на позиция на върха на Плачещия хребет, откъдето виждали цялото бойно поле и им позволило да изсипят дъжд от стрели върху Блекфайър и неговите командири. Кървавия гарван сам убил Деймън Блекфайър и двамата му сина Емон и Егон. Бунтовниците започнали да отстъпват, но Ожесточената стомана ги сплотил, като повел атака срещу Зъбите на гарвана и изкарвайки окото на Кървящия гарван сам. Все пак дорнските пиконосци на принц Белор спечелили на бойното поле и разбили въстаническата армия срещу стената от щитове на Мекар.
Ожесточената стомана успял да вземе мечът Блекфайър и избягал с него в свободните градове, където вече били останалите синове на Блекфайър. Не е ясно колко мъже са участвали в битката, но се знае, че повече от 10 000 души умрели в сражението, получавайки името Червеното пасище. Певците по-късно ще увековечат битката с песента „Чукът и наковалнята“, възпявайки стратегията на Белор и Мекар.
През 197 г., година след битката Дорн официално влязъл в Седемте кралства чрез брак между една от сестрите на крал Даерон и принц Марон Мартел от Слънчево копие.